# 刀形鶯蛤
刀形鶯蛤（学名：Pteria tortirostris）为鶯蛤科鶯蛤屬下的一个种。